# Martina Céspedes
Martina Céspedes  (Buenos Aires, Gobernación de Buenos Aires, Virreinato del Perú, 1762) fue una porteña defensora durante las Invasiones inglesas al Río de la Plata en 1807. 
Era una mítica heroína criolla de la resistencia popular en el imaginario porteño.
Propietaria de una pulpería y casa de comidas situada en la actual calle Humberto Primo 355, del barrio de San Telmo, frente a la Iglesia de Nuestra Señora de Belén. Se cuenta que durante las invasiones inglesas en la resistencia llevada a cabo por don Martín de Álzaga, engañó y capturó soldados ingleses con la ayuda de sus tres hijas. Los ingleses fueron en la búsqueda de bebidas, y los redujeron de a uno a medida que ingresaban. Las mujeres capturaron doce soldados, los alimentaron y emborracharon en el sótano. Según relata la leyenda, el 7 de julio de 1807 la señora Céspedes entregó al virrey Liniers solo once soldados, reservándose uno para su hija Josefa Céspedes con quien se casó.
Fue nombrada "Defensora de Buenos Aires" y Sargento Mayor del Ejército con goce de sueldo y uso de uniforme. Se la vio en la procesión de Corpus Christi en 1825 junto al general Las Heras, vestida con su uniforme militar.
Una escuela, un polideportivo, una calle del barrio porteño de Chacarita - Colegiales, y otras en las localidades de Villa Adelina, Florida Oeste (Vicente López) y en Haedo y El Palomar, provincia de Buenos Aires, llevan su nombre en homenaje.